# Peribatodes secundaria
 (juillet 2016).
Boarmie des résineux, Boarmie seconde
Espèce
La Boarmie des résineux ou Boarmie seconde (Peribatodes secundaria) est une espèce de lépidoptères (papillons) de la famille des Geometridae.
L'espèce est distribuée dans toute l'Europe. En France, elle est présente surtout dans la moitié orientale.
L'envergure varie de 38 à 44 mm. La longueur des ailes antérieures est de 17 à 20 mm. 
Il y a une seule génération par an, à partir de la mi-juin jusqu'à la mi-août.
La chenille se nourrit de divers conifères, tels que l'épinette de Norvège.